# 종탑

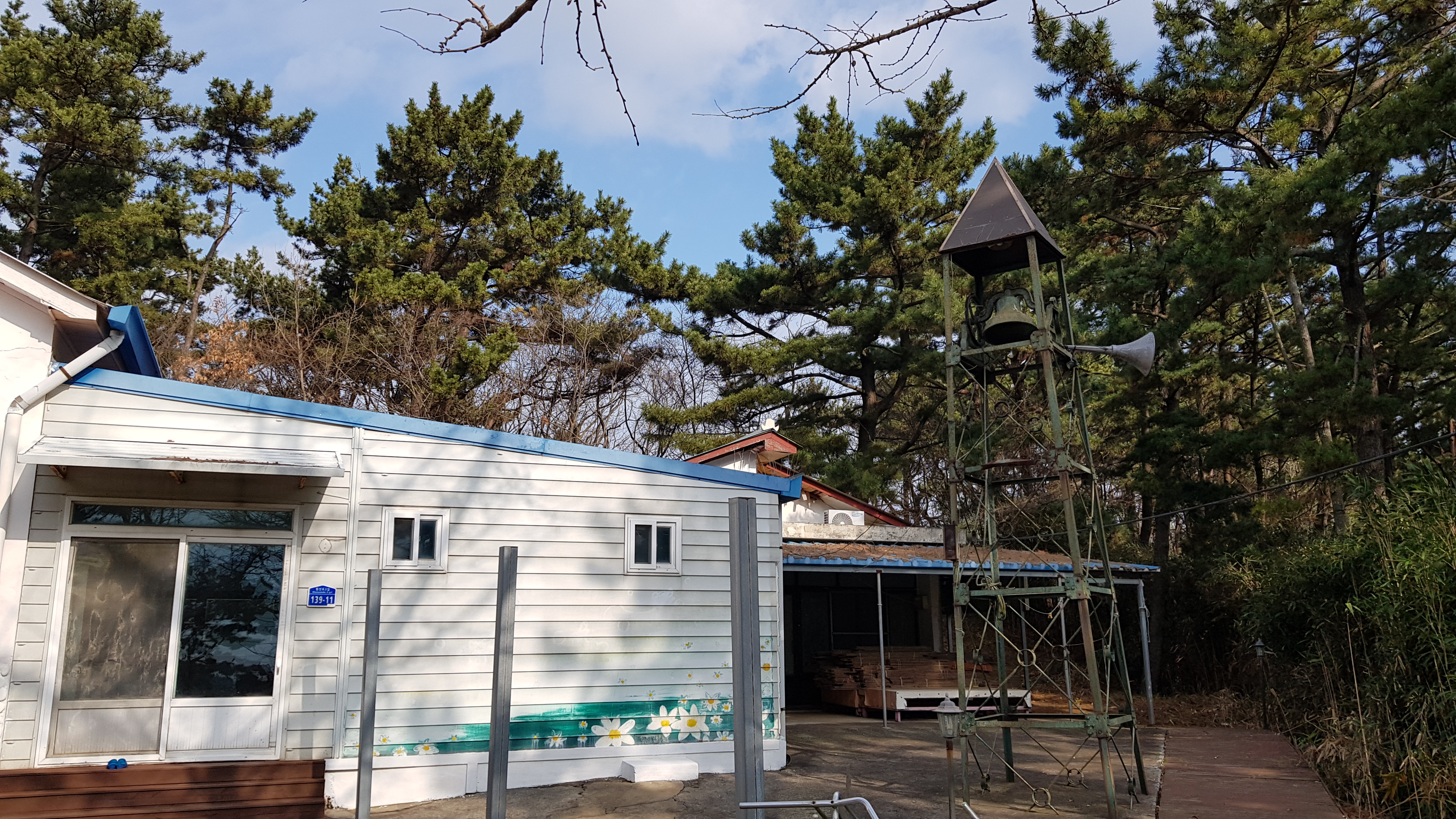
원산도 원의제일교회 종탑

종탑(鐘塔) 또는 종루(鐘樓)는 종을 달은 건축물을 말한다.

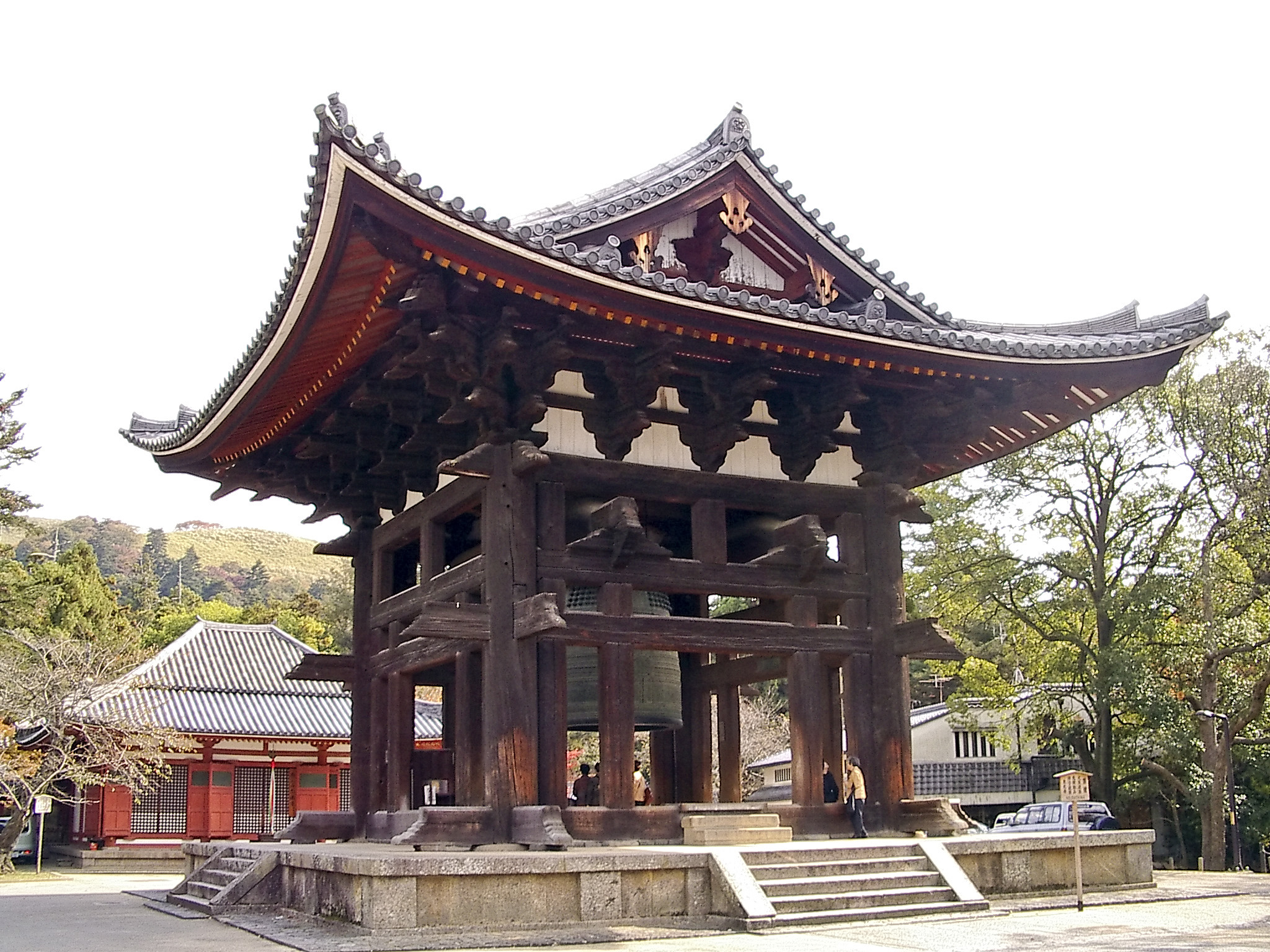
일본 도다이지에 있는 종루의 모습

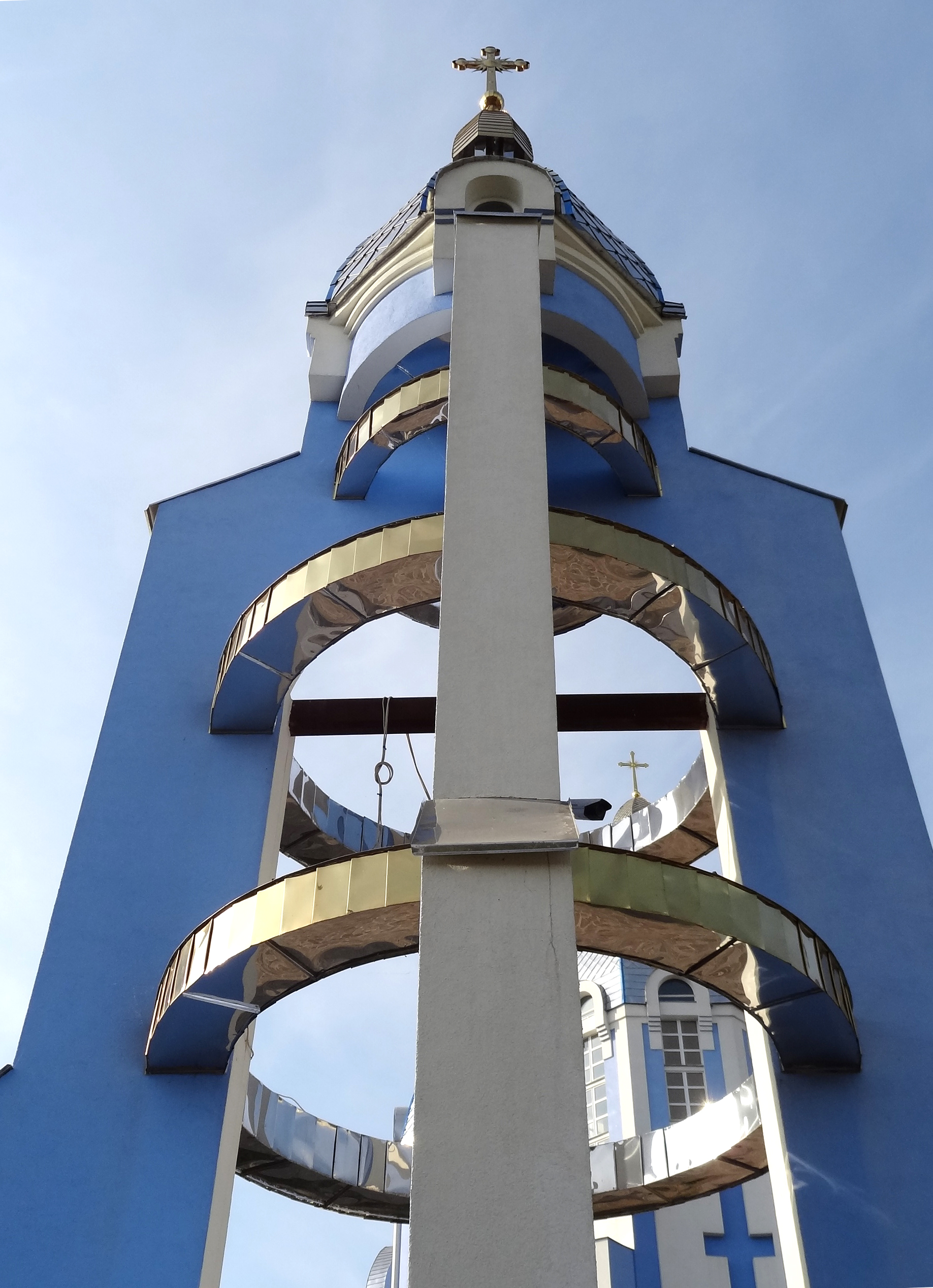
빈니차의 현대식 종탑 (1996년 건축)

## 같이 보기
- 시계탑
- 미나레트